# Distrito de Coronel Castañeda
El Distrito de Coronel Castañeda es uno de los ocho distritos que conforman la Provincia de Parinacochas, ubicada en el Departamento de Ayacucho, (Perú).

## Historia
El distrito fue creado mediante Ley No.12375 del 24 de junio de 1955, en el gobierno del presidente Manuel Odría. Su capital es el centro poblado de Aniso.

## División administrativa

### Centros poblados
- Urbanos
  - Aniso, con 195 hab.

### Anexos
San Antonio, Pucara, Huayta, Tauca, Hunaccmarca, Pallancata, Sera Florida, Aycca, Santa Rosa y Pachachaca

## Autoridades

### Alcalde
- (2023-2026)
  - Alcalde: Elias Aurelio Panuera Villavicencio
  - Regidores:

  1. Sunilda Ybarguen Panuera
  2. Julian Fernando Huamanzana Curi
  3. Maura Doris Ccerhuayo Quirhuayo
  4. Afron Alvarez Gutierrez
  5. Maria Ofelia Panuera Huarhua

## Festividades
- Carnavales de Aniso.